# Euxestus peregrina
Euxestus peregrina là một loài bọ cánh cứng trong họ Cerylonidae. Loài này được Belon miêu tả khoa học năm 1885.